# Ferdinand Fagerlin
Ferdinand Julius Fagerlin, född 5 februari 1825 i Stockholm, död 19 mars 1907 i Düsseldorf, var en svensk konstnär. Han är känd bland annat för sina genremålningar av holländska fiskare och sina dramatiska människo- och interiörskildringar. Fagerlin räknas vanligen till Düsseldorfskolan.

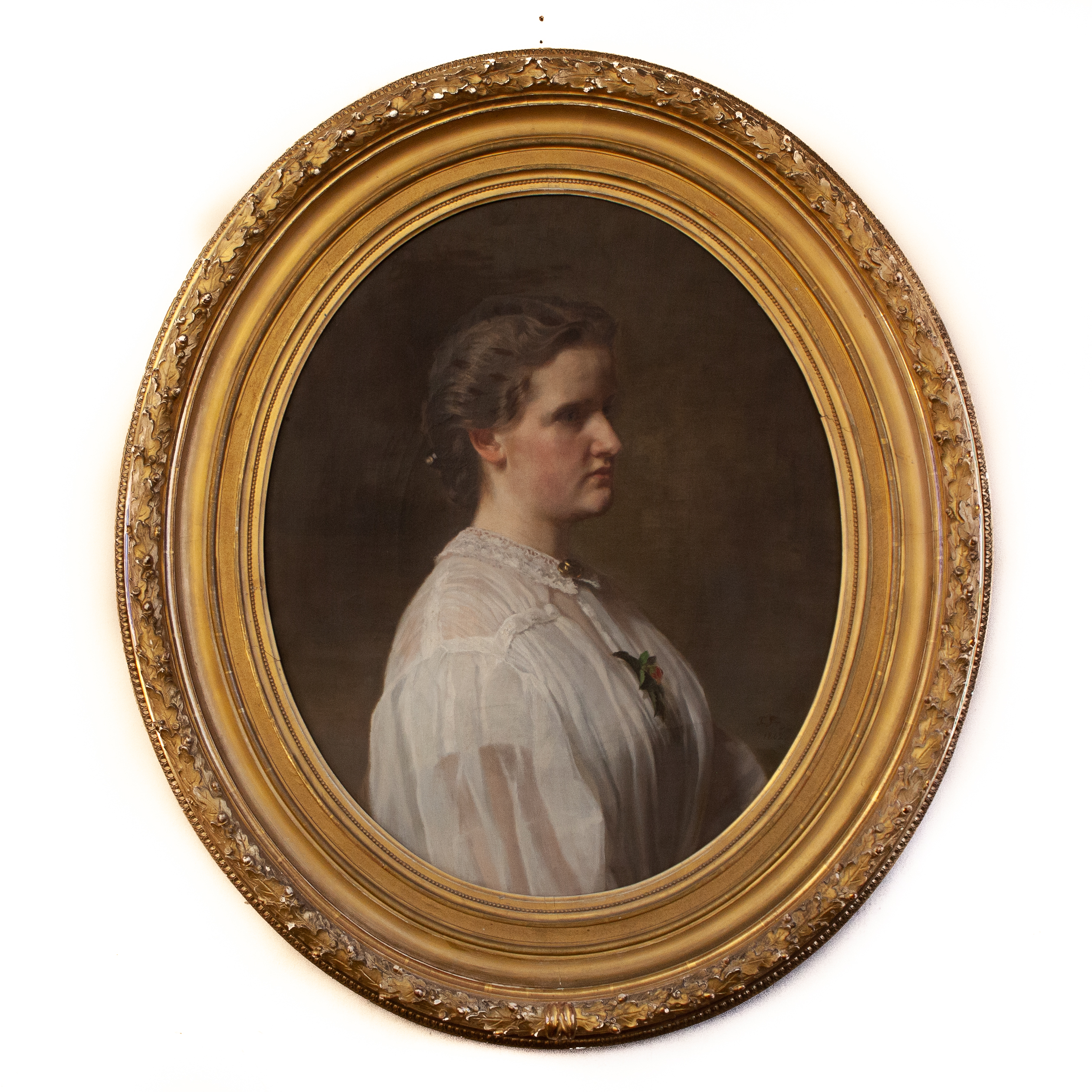
Alice Ritter, konstnärens fru. Målad 1862

Fagerlin, som var son till sidenfabrikören Carl Wilhelm Fagerlin och Maria Margareta Gnosspelius, var skeppsbyggareelev vid Södra varvet i Stockholm 1842–1843. Han studerade på konstakademien i Stockholm 1845–1847. Han var underlöjtnant vid Livbeväringsregementet 1850–1854. Han begav sig till Düsseldorf och studerade konst där 1853–1856, sedan till Paris 1856–1858 där han var elev till Thomas Couture. Fagerlin bosatte sig och verkade i Düsseldorf. Han var gift med en svägerska till Henry Ritter. Fagerlin finns representerad vid Nationalmuseum i Stockholm, Kalmar konstmuseum, Norrköpings konstmuseum och Göteborgs konstmuseum.

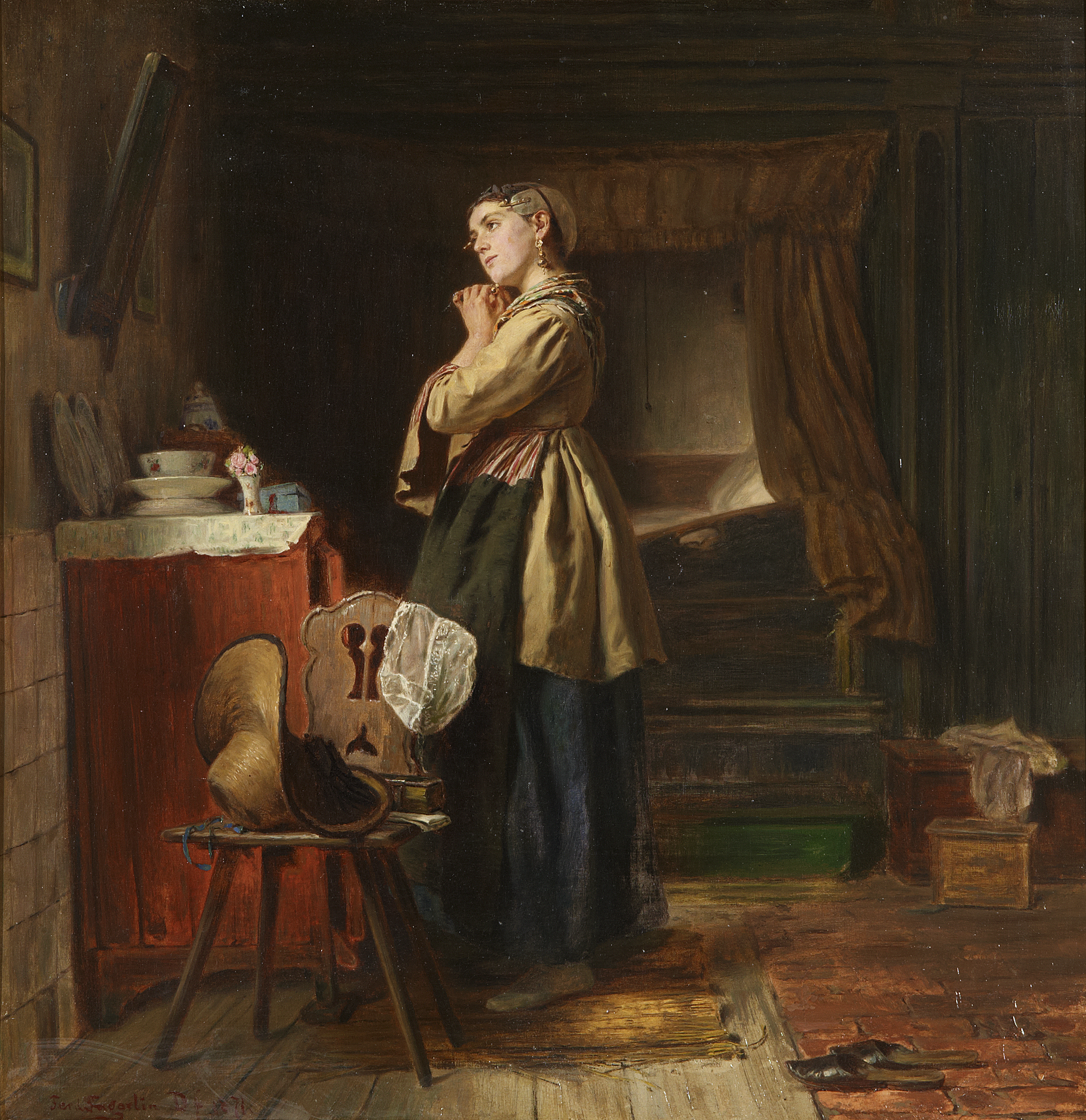
Flicka framför spegeln.
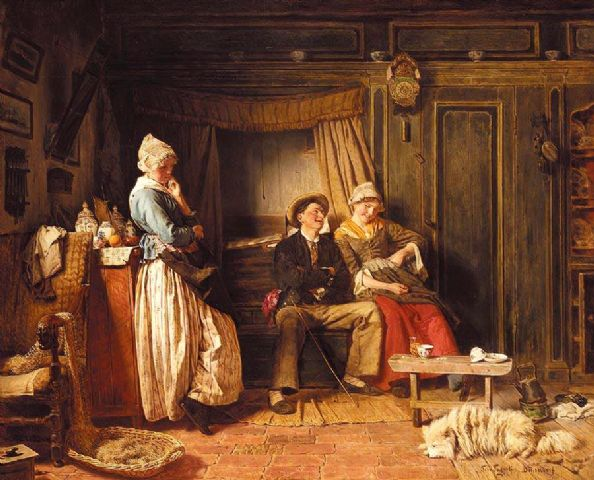
Önskandes att det var hon.
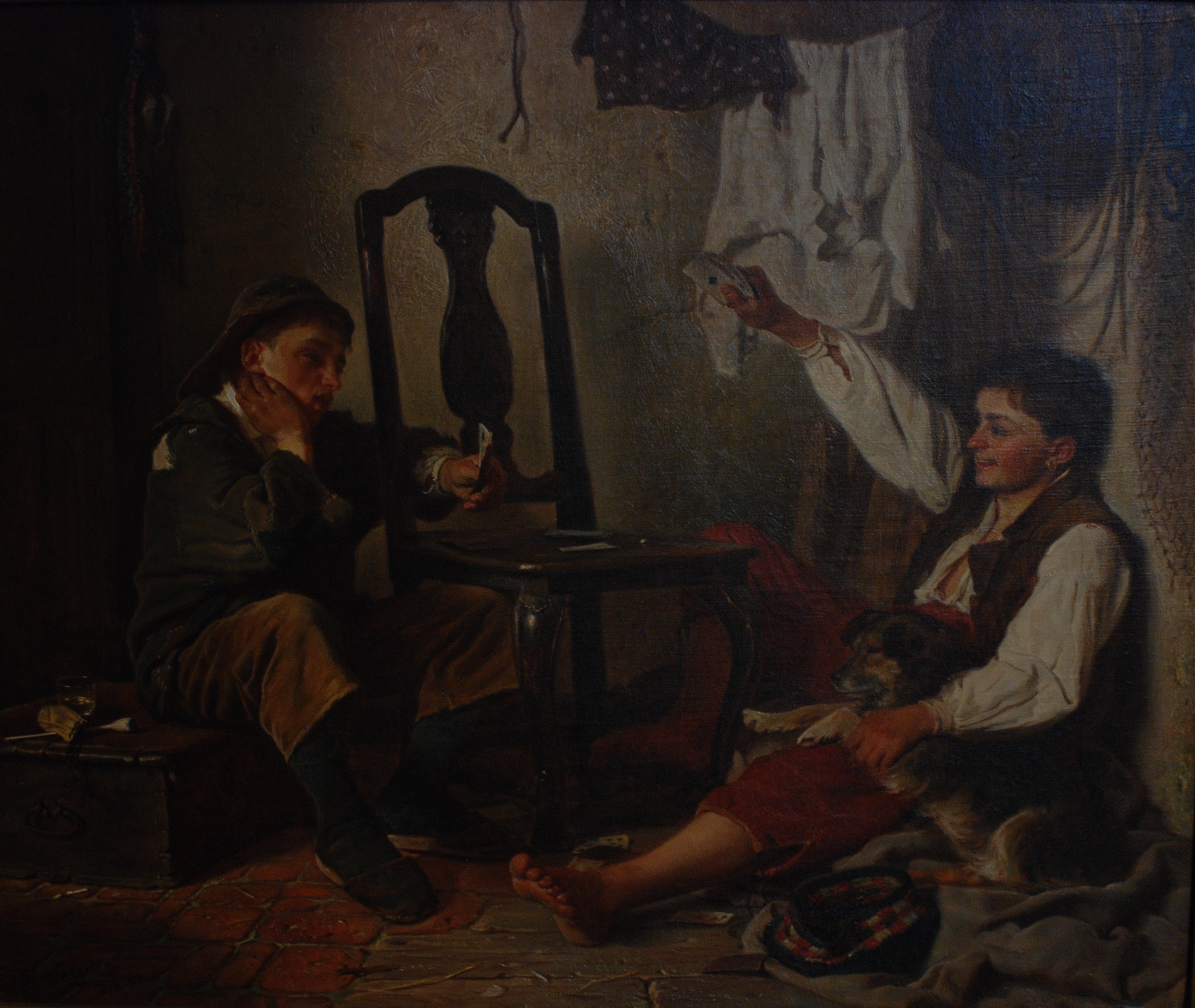
Kortspelande gossar.